# Conferència Arcàdia
La Primera Conferència de Washington, també coneguda com a Conferència Arcàdia (ARCADIA va ser el nom en clau utilitzat per a la conferència), es va celebrar a Washington, DC, del 22 de desembre de 1941 al 14 de gener de 1942.

## Rerefons
El 7/8 de desembre de 1941, el Japó va envair Tailàndia i va atacar les colònies britàniques de Malàisia, Singapur i Hong Kong, així com les bases militars i navals dels Estats Units a Hawaii, l'illa de Wake, Guam i les Filipines.
El 8 de desembre, el Regne Unit , els Estats Units , el Canadà, i els Països Baixosvan declarar la guerra al Japó, seguits de la Xina i Austràlia l'endemà. Quatre dies després de Pearl Harbor, Alemanya i Itàlia declaressin la guerra als Estats Units, provocant el país en una guerra de dos teatres.

## Història
La conferència va reunir els principals caps militars britànics i nord-americans, així com el Primer Ministre Winston Churchill i el President Franklin Roosevelt i els seus ajudants, a Washington del 22 de desembre de 1941 al 14 de gener de 1942, i va donar lloc a una sèrie de decisions importants que van donar forma a la guerra. esforç el 1942-1943.
Arcàdia va ser la primera reunió sobre estratègia militar entre Gran Bretanya i els Estats Units; va arribar dues setmanes després de l'entrada nord-americana a la Segona Guerra Mundial. La Conferència d'Arcàdia va ser un acord secret a diferència dels plans de postguerra molt més amplis donats al públic com la Carta de l'Atlàntic, acordada entre Churchill i Roosevelt l'agost de 1941.
Els principals èxits polítics d'Arcàdia van incloure la decisió de "Alemanya primer" (o "Europa primer", és a dir, la derrota d'Alemanya era la màxima prioritat); l'establiment del Cap de l'Estat Major Combinat, amb seu a Washington, per aprovar les decisions militars tant dels Estats Units com de la Gran Bretanya; el principi d'unitat de comandament de cada teatre sota un comandant suprem; elaborar mesures per mantenir la Xina en la guerra; limitar els reforços a enviar al Pacífic; i establir un sistema de coordinació del transport marítim. Totes les decisions eren secretes, excepte la conferència redactada per la Declaració de les Nacions Unides, que comprometia els Aliats a no fer una pau separada amb l'enemic, i a emprar tots els recursos fins a la victòria.
En termes tàctics immediats, les decisions a Arcàdia incloïen una invasió del nord d'Àfrica el 1942, enviant bombarders nord-americans a bases a Anglaterra i els britànics per reforçar les seves forces al Pacífic. Arcàdia va crear un comandament unificat nord-americà-britanic-holandès-australià (ABDA) a l'Extrem Orient; l'ABDA va sortir malament. També es va acordar a la conferència combinar recursos militars sota un mateix comandament al Teatre Europeu d'Operacions (ETO).

## Participants
Caps d'estat/govern
President dels Estats Units, Franklin D. Roosevelt
Primer ministre del Regne Unit, Winston Churchill
Oficials britànics
 Almirall de la Flota, Sir Dudley Pound, Primer Lord del Mar i Cap de l'Estat Major Naval
 Mariscal de camp Sir John Dill - Cap de l'Estat Major Imperial (substituït com a CIGS per Alan Brooke durant la conferència)
Mariscal en Cap de l'Aire Sir Charles Portal, Cap de l'Estat Major de l'Aire
 Almirall Sir Charles Little, cap de la missió d'estat major conjunt britànic als Estats Units
Tinent general Sir Colville Wemyss, cap de la missió de l'exèrcit britànic als Estats Units. Missió de personal conjunt
Mariscal de l'aire Arthur Harris, cap de la delegació de la RAF als Estats Units. Missió de personal conjunt
Oficials de la Marina dels Estats Units
 Almirall  H. R. Stark, cap d'operacions navals
Almirall E. J. King, comandant en cap de la flota nord-americana
Contraalmirall F. J. Horne, cap adjunt d'operacions navals
Contraalmirall J. H. Towers, cap de l'Oficina d'Aeronàutica
Contraalmirall R. K. Turner, director de la Divisió de Plans de Guerra
Major General Thomas Holcomb, comandant del Cos de Marines dels Estats Units
Oficials de l'exèrcit dels Estats Units
General George C. Marshall, comandant general de les forces de camp i Cap de l'Estat Major de l'Exèrcit dels Estats Units
Lieut. General H. H. Arnold, cap de les Forces Aèries de l'exèrcit i cap d'estat major adjunt de l'exèrcit dels Estats Units
Brigadier General L. T. Gerow, cap de la divisió de plans de guerra
Secretaris conjunts
Capità J. L. McCrea, ajudant del cap d'operacions navals
Tinent coronel P. M. Robinett, G-2, GHQ, Exèrcit dels Estats Units
Major W. T. Secton, Secretari Adjunt, W.D.G.S.